# Eurylaime de Grauer
Pseudocalyptomena graueri
Genre
Espèce
Statut de conservation UICN

 VU B1ab(i,ii,iii,v);C2a(i) : Vulnérable
 C1+2a(i) 
L'Eurylaime de Grauer (Pseudocalyptomena graueri) est une espèce de passereaux appartenant à la famille des Eurylaimidae, native des forêts d'altitude du rift Albertin.

## Systématique
Cette espèce est l'unique membre du genre Pseudocalyptomena et de la sous-famille Pseudocalyptomeninae. Le nom du genre Pseudocalyptomena fait référence aux eurylaimes du genre Calyptomena, auquel l'Eurylaime de Grauer ressemble beaucoup de par son habitat forestier et de sa coloration verte. Cependant après analyse ADN et comportementale cette espèce serait plus proche des autres eurylaimes africains (Smithornis) que des Calyptomena.

## Description
Ce petit passereau, « compact et rondelet », mesurant environ 12 cm, possède un plumage majoritairement vert clair, plus sombre sur les ailes ; sa gorge et ses joues sont bleu clair et son menton est blanc. Son front, beige, est légèrement tacheté de brun, son bec est court et large et ses pattes sont noires. Cette espèce ne possède pas de dimorphisme sexuel.

## Comportement et habitat
C'est une espèce discrète, peu commune et généralement solitaire ou en couple, plus rarement en groupes importants, avec d'autres espèces d'oiseaux. Il très difficile à voir et peut très facilement passer inaperçu dans la canopée.
Cette espèce, qui vit dans les forêts tropicales humides primaires de montagnes et dans les forêts secondaires partiellement ouvertes, principalement proches d'étangs ou de chutes d'eau, est omnivore et se nourrit principalement de graines, de fruits, de fleurs, de bourgeons, d'insectes, de larves et d'escargots.

### Cri
Son cri se caractérise par un "ptsii-ptsii" assez faible, mais aigu.

## Répartition et statut

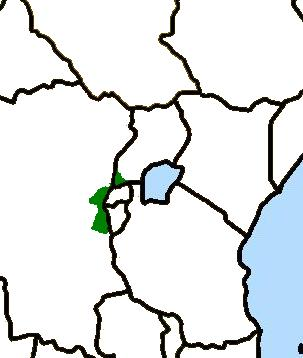

Son aire de répartition est très restreinte et cette espèce possède deux populations proches, mais disjointes. La première se situe dans la forêt de Bwindi, dans l'extrême sud-ouest de l'Ouganda, et la deuxième dans l’extrême centre-est de la République démocratique du Congo (à Itombwe Mountains et dans les massifs montagneux situés à l'ouest du lac Kivu).
Cette espèce est considérée comme vulnérable par la liste rouge de l'UICN, son aire de répartition étant très réduite (18 600 km²), éclatée et menacée par un fort déboisement. De ce fait, la population qui décroît de manière importante, compterait entre 2500 et 9999 individus, les chiffres étant très aléatoires du fait du manque de connaissance de cette espèce ainsi que par son habitat inaccessible.
L'Eurylaime de Grauer bénéficie d'une bonne protection dans le Bwindi-Impenetrable National Park (Ouganda) et le Kahuzi-Biéga National Park (République démocratique du Congo), cependant, les populations situées dans les Itombwe Mountains ne sont pas protégées.